# Кушчу-Суу
Кушчу-Суу (кирг. Кушчу-Суу) — село в Токтогульском районе Джалал-Абадской области Кыргызстана. Входит в состав Чолпон-Атинского айылного аймака.

## География
Село расположено в северной части области, на берегах реки Кушчу-Суу, на расстоянии приблизительно 27 километров (по прямой) к северо-западу от города Токтогула, административного центра района. Абсолютная высота — 1394 метра над уровнем моря.

## Население
Согласно оценочным данным Национального статистического комитета Кыргызской Республики, численность населения села на начало 2023 года составляла 611 человек.
| год     | 2009 | 2014 | 2015 | 2020 | 2021 | 2023 |
| ------- | ---- | ---- | ---- | ---- | ---- | ---- |
| человек | 474  | 411  | 410  | 582  | 589  | 611  |